# Lodo (largometraje)
Lodo es una película fantástica surrealista española escrita por Karlos Alastruey y Javier Alastruey y dirigida por Karlos Alastruey.

## Argumento
Tres niveles en la mente de Sara:
Sara camina por un paisaje desolado intentando dejar atrás un mundo que se derrumba, pero algunas personas de ese mundo no la dejarán marchar.
Cinco personas en un ciudad desierta y oscura han abandonado la búsqueda de una explicación a lo que les sucede, hasta que un recién llegado les obligará a encontrar respuestas.
Una Sara adolescente camina por una playa desierta cuando pisa una sustancia roja, viscosa, desconocida.

## Ficha artística
- Sandra Fdez-Aguirre (Sara/Progeria)
- Ander Janín (Sebastián)
- María Txokarro (Kali/Aorta)
- Javier Baigorri (Padre)
- Mikel Aingeru Arrastia (Cólera)
- Jorge Andolz (Juan/Córtex)
- Edurne San José (Linfa)
- David Izura (presentador de TV)
- Aintzane Alastruey (Kali adolescente)
- Ana Caramés (Sombra)

## Comentarios
"Lodo" es un drama fantástico con numerosos elementos surrealistas.

## Premios y candidaturas
Manchester Festival of Fantastic Films
| Año  | Categoría          | Resultado      |
| ---- | ------------------ | -------------- |
| 2009 | Mejor largometraje | Segundo premio |

Cyprus International Film Festival
| Año  | Categoría                                | Resultado |
| ---- | ---------------------------------------- | --------- |
| 2009 | Golden Aphrodite a la mejor banda sonora | Ganadora  |

Falstaff International Film Festival
| Año  | Categoría         | Resultado |
| ---- | ----------------- | --------- |
| 2009 | Best Student Film | Nominada  |

New York City International Film Festival
| Año  | Categoría         | Resultado                                                                                                  |
| ---- | ----------------- | --- |
| 2010 | Best Surreal Film | Ganadora (enlace roto disponible en Internet Archive; véase el historial, la primera versión y la última). |

Los Angeles Reel Film Festival
| Año  | Categoría                  | Resultado     |
| ---- | -------------------------- | ------------- |
| 2010 | Mejor director             | Ganadora      |
| 2010 | Mejor banda sonora         | Ganadora      |
| 2010 | Mejor diseño sonoro        | Ganadora      |
| 2010 | Mejor diseño de producción | Ganadora      |
| 2010 | Mejor película extranjera  | Tercer premio |

California Film Awards
| Año  | Categoría           | Resultado |
| ---- | ------------------- | --------- |
| 2010 | Best Narrative Film | Ganadora  |

- Datos: Q16592360